# Putujući bubreg
Putujući bubreg ili mobilni bubreg (lat. ren mobilis) je pojava u kojoj dolazi do spuštanja bubrega dolje (nefroptoza) iz lumbalne lože u zdjelicu.
Uzoci mogu biti konstitucija ili slabost vezivnih dijelova koji učvrćuju bubreg.
Stanje se može javiti i kod učestalih trudnoća kao posljedica mlohavosti trbušnih mišića, što snizuje tlak unutar trbušne šupljine.
Stanje je u većini slučajeva asimptomatsko (bez simptoma), a mogu se javiti snažni bolovi u lumbalnoj regiji, mučnina, povišen krvni tlak, hematurija ili proteinurija. 
Stanje se liječi kirurškim zahvatom, nefropeksijom u slučaju pojave komplikacija (npr. hipertenzija, hematurija ili hidronefroza).
|  | Molimo pročitajte upozorenje o korištenju medicinskih informacija. Ne provodite liječenje bez savjetovanja s liječnikom! |